# Hőlak
Hőlak (1899-ig Trencsén-Tepla, szlovákul Trenčianska Teplá, németül: Bad Trentschin) község Szlovákiában, a Trencséni kerületben, a Trencséni járásban. Hozzá tartozik Dobra és Prilesz.

## Fekvése
Trencséntől 8 km-re északkeletre, a Vág bal oldalán fekszik.

## Története

### Dobra
Az első írásos említésnek a Zobori apátság területi határainak meghatározásával kapcsolatos, 1113-ból származó Zobori oklevélben szereplő adatok tekinthetők.
A 18. század végén Vályi András így ír róla: „DOBRA. Tót falu Trentsén Vármegyében, földes Ura Gróf Illésházy Uraság, lakosai katolikusok, fekszik Opatovától nem meszsze, észak felé, határja síkos, szántó földgyei termékenyek, réttyei jók, legelője elég, és fája is mind a’ kétféle szükségekre elegendő lévén, első Osztálybéli.”
Fényes Elek 1851-ben kiadott geográfiai szótárában így ír a faluról: „Dobra, Trencsén m. tót falu, Tepla és Vágh mellett: 314 kath. lak. Határja róna, és termékeny, hanem az áradásoktól sokat szenved. A dubniczai uradalomhoz tartozik. Ut. p. Trencsén.”
A trianoni békéig Trencsén vármegye Illavai járásához tartozott.
1971-ben csatolták Hőlakhoz.

### Prilesz
Írott formában 1438-ban említik Preles néven.
A 18. század végén Vályi András így ír róla: „PRELES. Tót falu Trentsén Vármegyében, fekszik Tepla felett szép javai miatt, első osztálybéli.”
Fényes Elek 1851-ben kiadott geográfiai szótárában így ír a faluról: „Prileszt, tót falu, Trencsén vmegyében, Dubniczhoz délre egy fertály a Vágh mellett, a sziléziai országutban. Táplál 87 kath., 10 zsidó lak. Kastély. Nem nagy de termékeny jó határa, az áradásoktól gyakran szenved. F. u. Prileszky család. Ut. p. Trencsén.”
1910-ben Hőlakhoz csatolták.

### Hőlak
A 18. század végén Vályi András így ír róla: „TEPLA. Vág Tepla, Verch Tepla. Tót faluk Trentsén Várm. földes Uraik Gr. Illésházy, Gr. Balassa, Gr. Szapáry, és több Uraságok, lakosaik katolikusok, és másfélék is, fekszenek Vág Beszterczéhez, ’s Szulóvhoz nem meszsze, földgyeik néhol soványak, keresetre módgyok a’ szomszéd fördõkben; fájok, és legelõjök van.”
Fényes Elek 1851-ben kiadott geográfiai szótárában így ír a faluról: „Tepla, tót falu, Trencsén vgyében, a Vágh bal partján, Trencséntől északra 1 1/2 óra, a sziléziai országutban. Számlál 1074 kath., 5 zsidó lak. Kath. paroch. templom. Vendégfogadó. Tágas és termékeny határ. F. u. a dubniczai urad.
Tepla (Vágh-), tót falu, Trencsén vmegyében, a Vágh bal partján, 481 kath., 10 zsidó lak. Kicsiny de termékeny határral. F. u. b. Balassa, gr. Szapáry.”
1910-ben hozzá csatolták Prileszt. A trianoni békéig Trencsén vármegye Illavai járásához tartozott.
Itt működik Szlovákia egyik cukorgyára. 1971 óta Dobra is hozzá tartozik.

## Népessége
| Év:            | 1994. | 2004.   | 2014.   | 2024.   |
| -------------- | ----- | ------- | ------- | ------- |
| Emberek száma: | 3750  | 3933    | 4192    | 4162    |
| Eltérés:       |       | +4,88 % | +6,58 % | -0,71 % |

| Év:            | 2023. | 2024.   |
| -------------- | ----- | ------- |
| Emberek száma: | 4190  | 4162    |
| Eltérés:       |       | -0,66 % |

1880-ban 1142 lakosából 1038 szlovák, 45 német, 11 más, 6 magyar anyanyelvű és 42 csecsemő volt; ebből 1081 római katolikus, 51 zsidó és 10 evangélikus vallású. Dobra 282 lakosából 261 szlovák, 4-4 német és más anyanyelvű és 13 csecsemő volt; ebből 269 római katolikus, 7 evangélikus és 6 zsidó vallású. Prilesz 25 lakosából 18 szlovák, 5 német, 1 magyar anyanyelvű és 1 csecsemő volt; mind római katolikus.
1910-ben 2294 lakosából 1811 szlovák, 284 magyar, 94 német, 3 horvát és 102 más anyanyelvű volt; ebből 2125 római katolikus, 144 zsidó, 17 református, 6 evangélikus és 2 görögkatolikus vallású volt. Dobra 487 lakosából 440 szlovák, 8 ruszin, 6 magyar, 4 német és 29 más anyanyelvű volt; ebből 477 római katolikus, 5-5 pedig zsidó és evangélikus vallású.
2001-ben 3780 lakosából 3701 szlovák volt.
2011-ben 4109 lakosából 3666 szlovák, 28 cseh, 6 cigány, 5-5 morva és más, 4 orosz, 2 bolgár, 1 magyar és 392 ismeretlen nemzetiségű volt.

## Neves személyek
- Itt született Juraj Lani (1646-1701) bölcseleti doktor, evangélikus lelkész.
- Itt született 1733-ban Zachár András jezsuita áldozópap és tanár, gimnáziumi igazgató.
- Itt született 1795-ben Mayer-Lambert Ferenc magyar csillagász, egyetemi tanár, a Gellérthegyi Csillagvizsgáló igazgatója.
- Itt született 1936-ban Marián Zemene történész, levéltáros.
- Itt hunyt el 1725-ben Dubniczai István pap.